# Concrete and Gold
A Concrete and Gold a Foo Fighters 2017-ben megjelent kilencedik stúdióalbuma. A Greg Kurstin producerrel rögzített lemez 2017. szeptember 15-én jelent meg és kiadója az RCA Records. Az album megjelenési dátumát, címét és a dallistát 2017. június 20-án jelentették be. A lemez első kislemeze a Run, ami 2017. június 1-jén, a lemez bejelentése előtt húsz nappal jelent meg. A Concrete and Gold a Wasting Light után a második Foo Fighters-lemez, amely első helyet szerzett a Billboard 200 listán. Ezzel a lemezzel Rami Jaffee hivatalosan is a zenekar tagjává vált.

## Az album dalai
| 1.    | T-Shirt                      | 1:22 |
| 2.    | Run                          | 5:23 |
| 3.    | Make It Right                | 4:39 |
| 4.    | The Sky Is a Neighborhood    | 4:04 |
| 5.    | La Dee Da                    | 4:02 |
| 6.    | Dirty Water                  | 5:20 |
| 7.    | Arrows                       | 4:26 |
| 8.    | Happy Ever After (Zero Hour) | 3:41 |
| 9.    | Sunday Rain                  | 6:11 |
| 10.   | The Line                     | 3:38 |
| 11.   | Concrete and Gold            | 5:31 |
| 48:17 |                              |      |

## Közreműködők

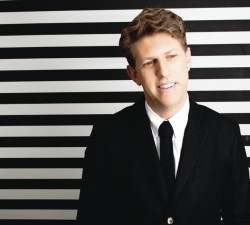
Greg Kurstin, az album producere, 2013-ban

### Foo Fighters
- Dave Grohl – ének, gitár
- Chris Shiflett – szólógitár
- Pat Smear – ritmusgitár
- Nate Mendel – basszusgitár
- Taylor Hawkins – dobok, ének a Sunday Rain c. számban
- Rami Jaffee – billentyűk

### Egyéb közreműködők
- Justin Timberlake – ének a Make It Right c. számban
- Shawn Stockman – ének a Concrete and Gold c. számban
- Inara George – ének a Dirty Water c. számban
- Alison Mosshart – ének a La Dee Da és The Sky Is a Neighborhood c. számokban
- Dave Koz – szaxofon a La Dee Da c. számban
- Paul McCartney – dobok a Sunday Rain c. számban
- Taylor Greenwood – háttérvokál a T-Shirt c. számban
- Kinga Bacik – cselló a The Sky is a Neighborhood c. számban
- Thomas Lea – brácsa a The Sky is a Neighborhood c. számban
- Ginny Luke – hegedű a The Sky is a Neighborhood c. számban
- Jessy Greene – hegedű a Happy Ever After (Zero Hour) és The Line c. számokban, cselló a Concrete and Gold c. számban
- Greg Kurstin – szintetizátor-basszus és vibrafon a The Line c. számban

### Produkció
- Greg Kurstin – producer
- Darrell Thorp – keverés, hangmérnök, mastering
- Alex Pasco, Julian Burg, Samon Rajabnik, Brendan Dekora –  hangmérnök
- Chaz Sexton – hangmérnök asszisztens
- David Ives – mastering
- Andy Carne – lemezborító, dizájn

## Helyezések

### Albumlisták
| Lista (2017)                                 | Helyezés |
| -------------------------------------------- | -------- |
| Ausztrália (ARIA Top 50 Albums)              | 1        |
| Ausztria (Ö3 Austria Top 40)                 | 1        |
| Belgium (Ultratop Flandria)                  | 1        |
| Belgium (Ultratop Vallónia)                  | 4        |
| Dánia (Hitlisten Album Top 40)               | 2        |
| Egyesült Királyság (UK Albums Chart)         | 1        |
| Finnország (Suomen virallinen lista)         | 3        |
| Franciaország (SNEP Album Top 100)           | 7        |
| Hollandia (Dutch Charts Album Top 100)       | 1        |
| Írország (IRMA)                              | 1        |
| Kanada (Billboard Canadian Albums Chart)     | 1        |
| Lengyelország (ZPAV Album Top 50)            | 5        |
| Magyarország (MAHASZ Top 40 albumlista)      | 6        |
| Németország (Offizielle Top 100)             | 2        |
| Norvégia (VG-lista Album Top 40)             | 1        |
| Olaszország (FIMI Album Top 20)              | 2        |
| Spanyolország (PROMUSICAE Top 100 Álbumes)   | 3        |
| Svájc (Schweizer Hitparade Top 100 Albums)   | 1        |
| Svédország (Sverigetopplistan Top 60 Albums) | 2        |
| Új-Zéland (Recorded Music NZ Top 40 Albums)  | 1        |
| USA Billboard 200                            | 1        |
| USA Top Alternative Albums (Billboard)       | 1        |
| USA Top Hard Rock Albums (Billboard)         | 1        |
| USA Top Rock Albums (Billboard)              | 1        |

## Külső hivatkozások
- A Foo Fighters hivatalos oldala

## Fordítás
- Ez a szócikk részben vagy egészben a Concrete and Gold című angol Wikipédia-szócikk ezen változatának fordításán alapul.  Az eredeti cikk szerkesztőit annak laptörténete sorolja fel. Ez a jelzés csupán a megfogalmazás eredetét és a szerzői jogokat jelzi, nem szolgál a cikkben szereplő információk forrásmegjelöléseként.